# RMS Majestic (1889)
O RMS Majestic foi um navio a vapor construído por Harland and Wolff e operado pela White Star Line. Após o RMS Titanic colidir com um iceberg e afundar em sua viagem inaugural, o Majestic foi chamado para continuar as operações transatlânticas.

## História
O Majestic foi construído no estaleiro Harland and Wolff em Belfast, seu lançado ocorreu no dia 29 de junho de 1889. O navio passou os próximos nove meses sendo equipado, sendo entregue a White Star Line em março de 1890. A White Star Line procurou financiar a construção do  Majestic e seu navio irmão RMS Teutonic através do governo britânico, uma proposta que foi aceita, sob a condição de que a Marinha Real tivesse acesso aos dois navios em caso de guerra. 
No dia 2 de abril de 1890, ele partiu em sua viagem inaugural na rota de Liverpool - Nova York. Havia um forte desejo na gestão da White Star Line para recuperar o cobiçado Blue Riband, o prêmio de travessia mais rápida do Atlântico. A viagem inaugural não produziu um tempo bom o suficiente para ganhar o Blue Riband, porém em uma viagem de ligação oeste entre 30 de julho e 5 de agosto de 1891, ele atingiu esse objetivo, com uma velocidade média de 20.1 nós. O prêmio de Majestic durou apenas duas semanas, quando o seu navio irmão RMS Teutonic completou um cruzamento no dia 19 de agosto, com uma velocidade de 20.35 nós.
Em 1895, foi atribuído um novo capitão no Majestic chamado Edward Smith, que anos mais tarde viria a ser o capitão do RMS  Titanic. Smith serviu como capitão de Majestic por nove anos. Quando a Guerra dos Bôeres começou em 1899, Smith e Majestic foram chamados para o transporte de tropas para a Colónia do Cabo. Duas viagens foram feitas para a África do Sul, um em dezembro de 1899 e outra em fevereiro de 1900, ambos sem incidentes.
Entre 1902-1903, o navio passou por uma remodelação, que incluiu novas caldeiras (incluindo chaminés gêmeas). Smith deixou o cargo de capitão do Majestic em 1904 para assumir o novo navio da White Star Line, RMS Baltic. Em 1905, Majestic sofreu um incêndio em seu depósito, porém o dano foi mínimo. Em 1907, as rotas transatlânticas da White Star Line foram transferidas de Liverpool para Southampton, e no dia 29 de junho, Majestic partiu pela primeira vez após as alterações de rotas.
Quando o RMS Olympic entrou em operação em 1913, RMS Teutonic foi removido de Nova Iorque para ser colocado em serviço canadense com a Dominion Line. Da mesma forma, quando o RMS Titanic entrou em cena em 1912, Majestic foi retirado de serviço da White Star Line, designado como navio reserva. Quando o Titanic afundou em abril de 1912, Majestic voltou ao serviço, com lista cheia na agenda transatlântica. 
No dia 17 de outubro de 1913, ele resgatou os sobreviventes do navio veleiro francês Garonne, que havia naufragado. No dia 14 de janeiro de 1914, Majestic fez sua última travessia do Atlântico. Logo depois, ele foi vendido para sucata, em Morecambe. Em seu desmantelamento, a empresa abriu o local para passeios públicos, e alguns dos painéis de seu interior foram salvos, e expostos nos escritórios da empresa Ward company.